# Баротселенд
Баротселенд (англ. Barotseland) — историческая область на территории современных Намибии, Ботсваны, Зимбабве, Замбии и Анголы. Является этнической территорией племён лози и баротсе. Баротселенд представляет собой союз из более чем 20 отдельных племён.